# Associazione Italiana Donne Medico
Associazione Italiana Donne Medico är en italiensk kvinnoorganisation, grundad 1921.
Det grundades som en förening för kvinnliga läkare. Det blev 1922 Italiens representant i Medical Women's International Association. 
Föreningen upphörde 1929 under Mussolinis diktatur. Den återuppstod 1948. 